# Нинов, Николай
Николай Иванов Нинов (род. 21 мая 1969, Пазарджик) — болгарский шахматист, гроссмейстер (2012). Гроссмейстер ИКЧФ (2000).
В составе сборной Болгарии победитель 17-й Балканиады (1985) среди юношей в г. Ираклионе, а также завоевал золотую медаль в индивидуальном зачёте (играл на 2-й доске).
В составе команды «Chanion» бронзовый призёр 38-го командного чемпионата Греции (2010) в г. Перистерионе (играл на 2-й доске).
По состоянию на март 2021 года занимал 16-ю позицию в рейтинг-листе активных болгарских шахматистов и 18-е место среди всех шахматистов Болгарии.

## Изменения рейтинга
| Графики недоступны из-за технических проблем. См. информацию на Фабрикаторе и на mediawiki.org. |